# Gurgel Itaipu
Gurgel Itaipu – elektryczny mikrosamochód produkowany pod brazylijską marką Gurgel w latach 1974 – 1975.

## Historia i opis modelu

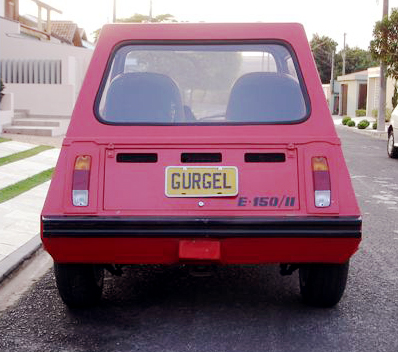
Gurgel Itaipu - tył

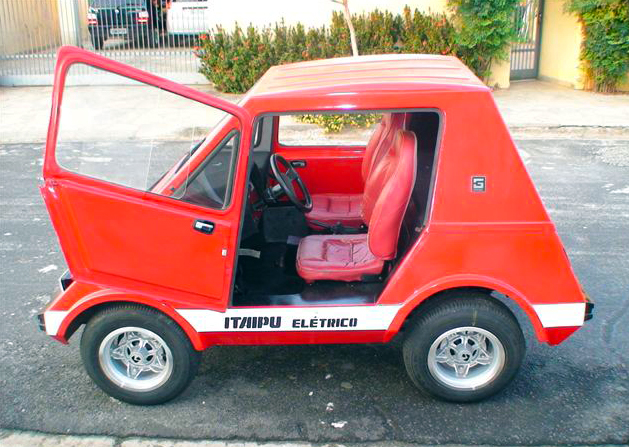
Gurgel Itaipu - otwarte drzwi

Pod koniec 1974 roku brazylijskie przedsiębiorstwo Gurgel przedstawiło na targach samochodowych Salão do Automóvel w São Paulo projekt niewielkiego, miejskiego samochodu o napędzie elektrycznym. Mikrosamochód nazwano na cześć zapory wodnej Itaipu na rzece Parana na pograniczu brazylijsko-paragwajskim, której budowa z rozmachem rozpoczynała się w momencie premiery mikrosamochodu Gurgela.
Pod kątem stylistycznym samochód utrzymano w awangardowej estetyce jednobryłowej, przyjmując postać 2-drzwiowego hatchbacka z nadwoziem nawiązującym do motywu trapezu.

### Sprzedaż
Początek seryjnej produkcji Gurgela Itapu planowany był na grudzień 1975 roku, jednak firma poprzestała na zbudowaniu 20 egzemplarzy w przedprodukcyjnej serii. Na przeszkodzie do komercjalizacji Itiapu stanęło m.in. niewielkie doświadczenie brazylijskich konstruktorów Gurgela z technologią samochodów elektrycznych, która na etapie premiery była na eksperymentalnej fazie.

### Dane techniczne
Gurgel Itaipu był samochodem elektrycznym napędzanym przez silnik o mocy 4 KM, który pozwalał rozpędzić się maksymalnie do 60 km/h. 10 sztuk baterii 12V połączonych ze sobą szeregowo zapewniało maksymalny zasięg wynoszący od ok. 60 do 80 kilometrów, które dominowały masę pojazdu - w ważącym 780 kilogramów mikrosamochodzie baterie stanowiły 320 kilogramów z tej masy.